# Slok Air International
Slok Air International, war eine gambische Fluggesellschaft mit Sitz in Serekunda und Basis auf dem Banjul International Airport.

## Geschichte
Die Slok Air Gambia wurde am 24. September 2004 gegründet. Ihre Ursprünge gehen auf Slok Air zurück, die aus der Slok Gruppe aus Nigeria hervorgegangen ist. Im Vorfeld wurde dieser Gesellschaft im März 2004 die Luftfahrtlizenz durch die nigerianische Regierung entzogen. Daraufhin wurde die Fluggesellschaft im November des gleichen Jahres aufgelöst und kurz darauf Slok Air International in Gambia neu gegründet.
Nach einem Betriebsstillstand von rund drei Monaten wurde der Flugbetrieb am 8. Februar 2008 wiederaufgenommen. Die Maschinen wurden in Addis Abeba wegen „technischer Probleme“ überholt. Bereits Mitte Juli 2008 veröffentlichte der Daily Observer of Gambia einen Artikel, nach dem Slok Air in finanziellen Schwierigkeiten geraten sei und Gehaltszahlungen an Mitarbeiter bereits zwei Monate in Rückstand geraten seien. Hierzu passen auch Informationen der Online-Ausgabe von The Point Gambia, nach der es bei Slok Air offenbar außerdem Streit um offene Rechnungen für Kerosinlieferungen des Monats April 2008 gäbe.
Nach mehreren Quellen hat die Gesellschaft zwischenzeitlich dauerhaft den Betrieb eingestellt, auch die Webpräsenz existiert nicht mehr.

## Flugziele
Bis zur Einstellung des Flugbetriebs wurden von Banjul aus Abidjan, Accra, Bamako, Conakry, Dakar, Freetown und Monrovia angeflogen. Montags und donnerstags wurden zuletzt keine Flüge angeboten.

## Flotte
Die Flotte der Slok Air International bestand zuletzt aus sechs Flugzeugen mit einem Durchschnittsalter von 28 Jahren:
- 6 Boeing 737-200 mit je 110 Sitzplätzen